# 1. Simmeringer SC
1. Simmeringer Sport-Club is een Oostenrijkse voetbalclub uit het Weense stadsdeel Simmering.
De club werd in 1892 opgericht als 1. Simmeringer Amateur-SC. De voetbalsectie werd in 1901 opgericht en toen werd ook de huidige naam aangenomen. De club nam al deel aan het allereerste Oostenrijks voetbalkampioenschap 1911/12 en werd 5de. De 2 wedstrijden tegen de eerste kampioen Rapid Wien werden allebei gewonnen. De succesjaren van de club waren in de jaren 20. In 1926 werd de club 3de. Daarna doken financiële problemen op en volgde een degradatie in 1928. De terugkeer kwam er pas kort voor de Tweede Wereldoorlog maar was slechts eenmalig.
Enkele jaren na de oorlog vestigde Simmeringer zich weer in de hoogste klasse en speelde daar van 1951 tot 1964 onafgebroken. In 1960 nam de club zelfs aan de Mitropacup deel. In 1965 keerde de club alweer terug maar kon niet standhouden. Een nieuwe terugkeer kwam er in 1971 voor 2 seizoenen. Ook in 1973 was de club weer van de partij en werd 11de op 17, maar het volgende seizoen werd de competitie herleid naar 10 clubs en degradeerde de club opnieuw. Hierna kon de club niet meer weerkeren, in totaal werden er 36 seizoenen in de 1ste klasse gespeeld.
In de jaren tachtig ging de club sportief ten onder en kampte met financiële problemen. Tegenwoordig wordt er in de Regionalliga Ost gespeeld, de 3de klasse.

## Simmeringer in Europa
- Groep

| Seizoen | Competitie | Ronde | Land               | Club            | Score    |
| ------- | ---------- | ----- | ------------------ | --------------- | -------- |
| 1960    | Mitropacup | Groep | Vlag van Hongarije | Ferencvárosi TC | 2-1, 1-5 |

## Bekende spelers
| - Rudolf Aigner - Franz Baumgartner - Carl Cart - Leopold Danis - Franz Dumser - Johann Ehrlich | - Bruno Engelmeier - Johann Horvath - Gordon Igesund - Giuseppe Koschier - Eddy Krieger - Ferdinand Kürner - Karl Kurz | - Franz Musil - Johann Pacista - Anton Polster - Emil Reichl - Karl Sesta - Erich Strobl | - Ferdinand Swatosch - Jakob Swatosch - Karl Szoldatics - Rudolf Viertl |